# Anisocentropus io
Anisocentropus io is een schietmot uit de familie Calamoceratidae. De soort komt voor in het Australaziatisch gebied.